# Juillet 1955
Cette page présente les faits marquants du mois de juillet 1955.

## Évènements
- La réunion du comité de coordination de la RDA à Conakry évoque la question de la désaffiliation des centrales syndicales africaines. Kaolack (Sénégal) devient le comité général de la CGT : sécession de plusieurs sections et création de la CGTA (Confédération Générale des Travailleurs Africains). Le Congrès constitutif de la CGTA propose d’organiser un congrès rassemblant « toutes les organisations syndicales  et artisanales africaines »[1].

- 1er juillet : le Pakistan rejoint le pacte de Bagdad.

- 9 juillet : Manifeste Russell-Einstein sur le danger des armes atomiques [2].

- 16 juillet (Formule 1) : à l'issue du Grand Prix de Grande-Bretagne, disputé sur le circuit d'Aintree, qu'il termine à la seconde place derrière Stirling Moss, Juan Manuel Fangio remporte son troisième titre de champion du monde de Formule 1 au volant d'une Mercedes-Benz.

- 17 juillet : ouverture de Disneyland à Anaheim en Californie, c'est le premier parc de la Walt Disney Company.

- 18 - 23 juillet : ouverture à Genève de la première conférence des Quatre Grands depuis 1945. Sans résultats concrets, la conférence se clôt cependant dans un esprit de détente (« l’esprit de Genève »). Relance des négociations sur le désarmement avec l’Union soviétique. Eisenhower propose un plan d’inspection aérienne réciproque (« open skies proposal ») auquel les Soviétiques opposent leur position traditionnelle (diminution progressive devant aboutir à l’élimination des stocks d’armes nucléaires, accompagnée d’une réduction mutuelle des forces conventionnelles).

- 25 juillet - 4 août : Première Conférence générale de l’épiscopat latino-américain et caribéen à Rio de Janeiro au Brésil, réclamée par le pape Pie XII, qui débouchera sur la création du Conseil épiscopal latino-américain (CELAM).
- 27 juillet :
  - le vol vol 402 El Al, un Lockheed C-69 Constellation/Lockheed L-049 Constellation reliant Vienne à Tel Aviv, dévie accidentellement de sa route et est abattu par deux chasseurs MiG-15 de la force aérienne bulgare[3],[4]. Les 58 occupants de l’avion trouvent la mort, dont la bibliste française Renée Bloch[5].
  - premières élections fédérales en Malaisie : l’Organisation nationale unifiée malaise (UMNO), l’Association sino-malaysienne (MCA) et le Congrès indo-malaysien (MIC) forment une alliance, menée par le dirigeant de l’UMNO, Tunku Abdul Rahman, qui remporte 51 des 52 sièges à pourvoir[6].
  - Lettre du président des États-Unis au président du conseil soviétique[7].

- 30 juillet - 6 aout : le 40e congrès mondial d’espéranto a lieu à Bologne.

## Naissances
- 1er juillet : Li Keqiang, Homme d'état chinois et septième Premier ministre de la république populaire de Chine († 27 octobre 2023).
- 3 juillet : Dominique You, évêque catholique français, évêque au Brésil.
- 9 juillet : Lindsey Graham, sénateur des États-Unis pour la Caroline du Sud depuis 2003.
- 11 juillet : Titouan Lamazou, artiste et navigateur français.
- 16 juillet : Michel Pansard, évêque catholique français, évêque de Chartres.
- 19 juillet : Dalton McGuinty, premier ministre de l'Ontario.
- 22 juillet : Willem Dafoe, acteur, scénariste et coproducteur américain.
- 30 juillet : Jim Peterson, politicien.
- 31 juillet : Gilles Bilodeau, joueur de hockey.

## Décès
- 9 juillet : Adolfo de la Huerta, président du Mexique en 1920.
- 10 juillet : Étienne Œhmichen (° 1884), ingénieur français.